# 克爾卡地區科斯塔涅維察

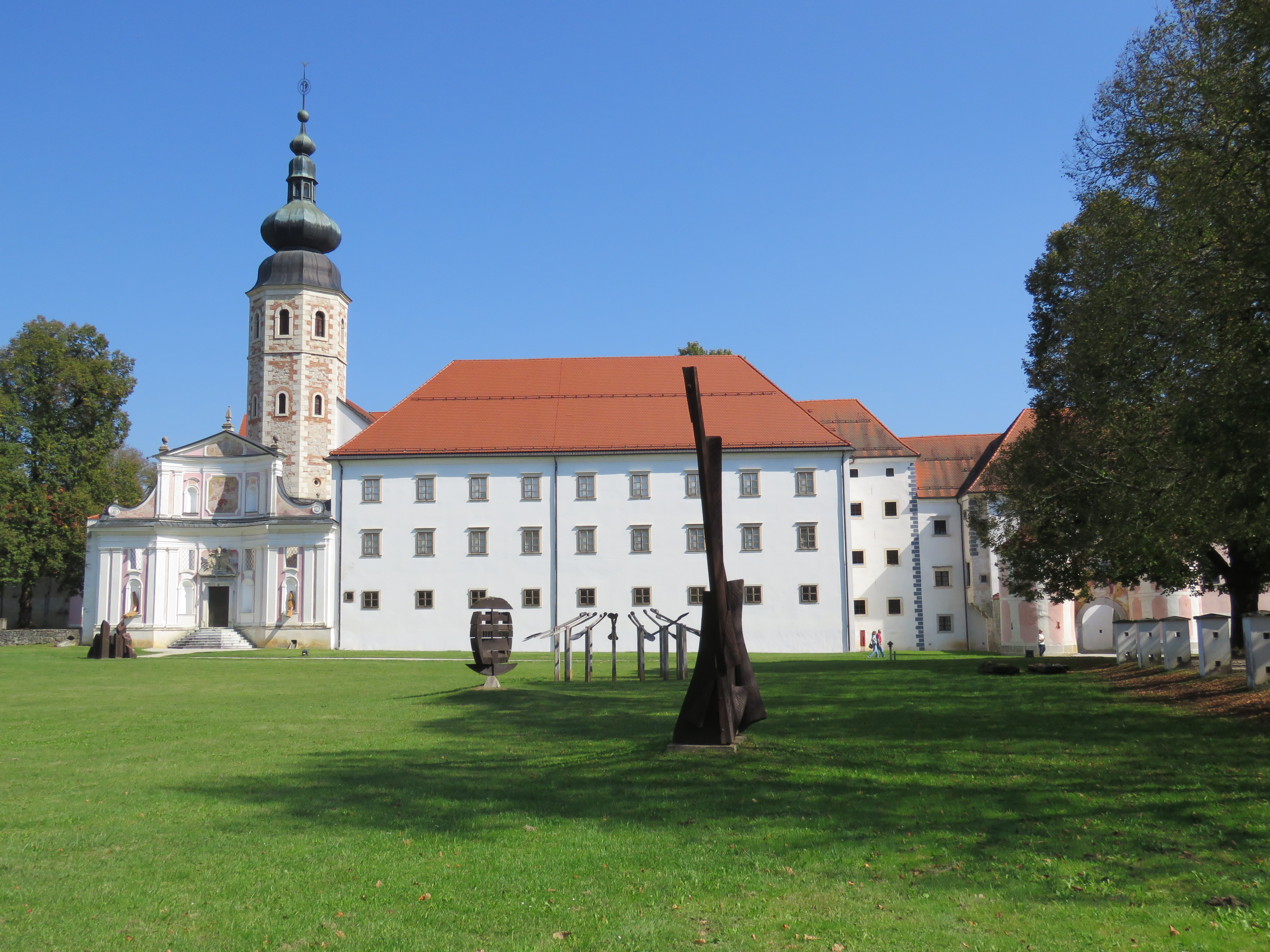
修道院

克爾卡地區科斯塔涅維察是斯洛文尼亞克爾卡地區科斯塔涅維察市鎮的城镇及行政中心。城镇面积为2.4平方公里，2012年人口数量为703人。它是這一地區歷史最古老的城镇，镇內有一座18世紀的巴洛克風格修道院。